# Petras Papovas
Petras Papovas (* 25. Januar 1947 in Mironiškis, Rajongemeinde Zarasai) ist ein litauischer Politiker.

## Leben
Von 1954 bis 1962 lernte er an der Schule Stelmužė und 1965 machte die Abitur an der Mittelschule M. Melnikaitė-Zarasai sowie 1970 absolvierte das Studium der Mechanik an der Lietuvos žemės ūkio akademija.
Von 1972 bis 1974 arbeitete er in der Rajongemeinde Rokiškis und von 1974 bis 1980 als Ingenieur an der Lietuvos veterinarijos akademija, von 1990 bis 2004 Mitglied im Seimas narys, 1996 Minister für Staatsverwaltung und Kommunenangelegenheiten. 1990, 2000–2003, und 2011–2015 war er Mitglied im Rat der Rajongemeinde Zarasai. 
Ab 1990 war er Mitglied von Lietuvos demokratinė darbo partija, ab 2001 LSDP.

## Quelle
- 2008 m. Lietuvos Respublikos Seimo rinkimai - Lietuvos socialdemokratų partija - Iškelti kandidatai (Memento vom 3. November 2013 im Internet Archive)

| Personendaten    | Personendaten                     |
| ---------------- | --------------------------------- |
| NAME             | Papovas, Petras                   |
| KURZBESCHREIBUNG | litauischer Politiker             |
| GEBURTSDATUM     | 25. Januar 1947                   |
| GEBURTSORT       | Mironiškis, Rajongemeinde Zarasai |